# Rhynchospora mexicana
Rhynchospora mexicana là loài thực vật có hoa trong họ Cói. Loài này được (Liebm.) Steud. miêu tả khoa học đầu tiên năm 1855.